# Canale vertebrale
Il canale vertebrale (conosciuto anche con il nome di canale spinale oppure di cavità spinale) è lo spazio vertebrale attraverso il quale decorre il midollo spinale.
Questo canale è racchiuso all'interno del forami vertebrali delle vertebre. 
Il canale inizia superiormente all'altezza del forame occipitale e termina caudalmente con lo iato sacrale, all'altezza della quinta vertebra sacrale (S5). Negli spazi intervertebrali, il canale è protetto dal legamento giallo posteriormente e dal legamento longitudinale posteriore anteriormente. Il suo diametro risulta abbastanza uniforme anche se tendenzialmente maggiore in corrispondenza delle prime vertebre cervicali e più ristretto a partire dalla quinta vertebra lombare.
Lo strato più esterno delle meningi, conosciuto con il nome di dura madre, è strettamente associato con l'aracnoide che a sua volta è collegato saldamente allo strato più interno delle meningi, la pia madre. Le meningi dividono il canale vertebrale nello spazio epidurale e nello spazio subaracnoideo.
La pia madre è strettamente collegata al midollo spinale. Uno spazio subdurale evidente è in genere presente solo a seguito di traumi e/o situazioni patologiche. Lo spazio subaracnoideo risulta invece ripieno di liquido cerebrospinale. 
Questo spazio contiene i vasi che irrorano il midollo spinale, ed in particolare l'arteria spinale anteriore e le arterie spinali posteriori accoppiate, accompagnato dalle corrispondenti vene spinali.
Le arterie spinali formano delle anastomosi conosciute con il nome di vasocorona del midollo spinale. Lo spazio epidurale contiene tessuto adiposo sciolto, e una rete di grandi vasi sanguigni, dalla parete molto sottile, chiamati plessi venosi vertebrali interni. Il canale vertebrale è stato descritto, per la prima volta, dal medico fisiologo francese Jean Fernel.

## Funzione
Il canale vertebrale protegge ed accoglie il midollo spinale ed i suoi rivestimenti meningei.
Nelle fasi iniziali dello sviluppo esso risulta totalmente occupato dal midollo spinale.
Con la crescita progressiva della colonna vertebrale, lo spazio occupato dal midollo spinale viene a ridursi. Al termine dello sviluppo corporeo il midollo spinale viene pertanto a localizzarsi superiormente al margine superiore della seconda vertebra lombare (L2).
Questo processo viene indicato con il termine latino di ascensus medullae. È proprio l'ascesa del midollo che fa sì che i segmenti spinali risultino posizionati superiormente rispetto alle corrispondenti vertebre. Ciò comporta che le radici dorsali e ventrali si trovino a decorrere nel canale vertebrale per un breve tratto, e verso il basso, fino a raggiungere il punto in cui emergono attraverso il foro intervertebrale.